# Nur Erkul
Nur Erkul (* 17. April 1985 in Bursa) ist eine türkische Schauspielerin.

## Leben und Karriere
Erkul wurde am 17. April 1985 in Bursa geboren. Sie studierte am Müjdat Gezen Art Center. Ihr Debüt gab sie 2009 in der Fernsehserie Kasaba. Anschließend trat sie 2010 in Kılıç Günü auf. 2011 bekam Erkul in der Serie Ay Tutulması eine Hauptrolle. Außerdem spielte sie 2013 in Ali Ayşe'yi Seviyor mit. Unter anderem setzte sie ihre Karriere in Acil Servis fort. 2022 wurde sie für die Serie Kadere Karşı gecastet.
Erkul ist mit dem Schauspieler Berk Özyiğit verheiratet.

## Filmografie
Filme
- 2016: Çalgı Çengi İkimiz

Serien
- 2009: Kasaba
- 2010: Kılıç Günü
- 2011: Ay Tutulması
- 2012: Bulutların Ötesi
- 2012: Böyle Bitmesin
- 2013: Ali Ayşe'yi Seviyor
- 2014: Bir Yusuf Masalı
- 2015: Acil Servis
- 2015: Kardeş Payı
- 2020: Kırmızı Oda
- 2022: Kadere Karşı